# (13859) Fredtreasure
(13859) Fredtreasure est un astéroïde de la ceinture principale.

## Description
(13859) Fredtreasure est un astéroïde de la ceinture principale. Il fut découvert le 13 décembre 1999 à Fountain Hills (Arizona) par Charles W. Juels. Il présente une orbite caractérisée par un demi-grand axe de 2,80 UA, une excentricité de 0,20 et une inclinaison de 13,2° par rapport à l'écliptique.

## Compléments